# Chiridota regalis
Chiridota regalis is een zeekomkommer uit de familie Chiridotidae.
De wetenschappelijke naam van de soort werd in 1908 gepubliceerd door Hubert Lyman Clark.